# مجزرة الحويجة
مجزة الحويجة هي مجزرة حصلت في الحويجة الواقعة في محافظة كركوك بتاريخ 23 أبريل 2013. أسفرت عن مقتل نحو 54 شخصاً وإصابة العشرات بجروح اثر اقتحام قوات عراقية ساحة اعتصام لمتظاهرين.

## الخلفية
نشبت مظاهرات سلمية مناهضة لسياسات الحكومة في عدد من محافظات العراق منها كركوك، الا ان الحكومة قررت استخدام الحل العسكري لتعامل مع المتظاهرين. حيث اقتحمت القوات ساحة مع إطلاق النار على المتظاهرين، وردت بعض الروايات (من شهود عيان) عن مشاركة عناصر غير عراقية (ربما إيرانية) في الهجوم..كما عمدت قوات الحكومية قبل الهجوم بثلاثة أيام بفرض حصار على الساحة منعت دخول أو خروج الأشخاص، إضافة إلى منع دخول الماء والغذاء إلى ساحة الأعتصام لإرهاق المعتصمين تمهيداً للاقتحام.

## تداعيات
أكدالناطق باسم اللجان الشعبية في كركوك خالد المفرجي ان المعتصمين وافقوا على دخول الجيش والشرطة المحلية مع وفد من العشائر لتفتيش.ادعت وزارة الدفاع ان قواتها دخلت الساحة للبحث عن أسلحة ومسلحيين مطلوبين، الأمر الذي نفي من قبل المنسق العام لمعتصمي الحويجة في تصريح بأنه لا يوجد في الساحة إلا أربعة بنادق للحماية ولا يوجد مطلوبيين للقوات الحكومية.

## مسؤولية
- حملت اللجان المعتصمين في المحافظات مسؤولية على نوري المالكي بأعتباره القائد العام لقوات المسلحة.
- حمّل مجلس محافظة كركوك طرفي أحداث الحويجة مسؤولية التصعيد والاشتباكات وسقوط قتلى وجرحى.
- أكد المجمع الفقهي العراقي في بيان له ان مسؤولية الحادثة تقع على الحكومة.

## ردود أفعال

### في الأوساط الشعبية
- شيع أهالي القضاء ضحايا المجزرة تشيع الابطال بمواكب طويلة وسط استياء شعبي اجتاح السكان، مستنكرين التعامل الحكومة مع المتظاهرين السلميين وحملوا المالكي مسؤولية الحادثة.[3]
- تظاهر أبناء العشائر في قضاء العلم بمحافظة صلاح الدين احتجاجا على المجزرة التي أرتكبتها القوات الحكومية العراقية وقطع المتظاهرون الطريق المؤدية إلى قضاء الحويجة ورفعوا لافتات تطالب اهالي الحويجة وأبناء القوات المسلحة إلى ضبط النفس وعدم تفويت الفرصة على من سموهم بالاعداء مطالبين بانزال القصاص العادل بمرتكبي هذه المجزرة.
- تظاهر طلاب جامعة الموصل في الحرم الجامعي احتجاجا على الحادثة الأقتحام..قامت قوة بتفريقهم ومنعوا مواصل المظاهرات.
- قام متظاهرون في مدينة الرمادي بأحتجاز جنديين من الجيش احتجاجاً على مجزرة الحويجة. وتم اطلاق سراحهما من قبل المتظاهرين[4]
- اعلنت المقاومة العراقية عن النفير العام ضد ميليشيات المالكي وصدرت بيانات من الجيش الإسلامي في العراق وجيش رجال الطريقة النقشبندية وجماعة انصار الإسلام تدعو إلى ذلك وايضا ثارت بعض العشائر في الحويجة والرمادي واعلنت سيطرتها على بعض المناطق

### في الأوساط السياسية
- رئيس التيار الصدري مقتدى الصدر في بيان له إنه يستغرب قيام َ الحكومة العراقية بفتح باب جديد للعنف اللامشروع والمفرط والذي قال انه سيؤدي إلى عواقبَ غير ِ مستحسنة على الإطلاق وشدد الصدر على ضرورة تمييز ِ القتلى المدنيين عمن اعتدى في حال ثبوت الاعتداء وطالب باعتبارهم شهداء وقال ان الحوزة َلا تسكت عن كل عيب أو نقص ولاسيما ما حدث في الحويجة من مجزرة وطالب الصدر ممثل الأمم المتحدة مارتن كوبلر بموقفٍ واضح دون التملق إلى طرف.[5]
- اعطت رئاسة إقليم كردستان توجيهات بفتح مستشفيات الأقليم لأستقبال الجرحى لمعالجتهم.[6]
- رفض محمود عثمان عضو التحالف الكردستاني زج الجيش في ازمات الداخلية واعتبره غير مبرر.
- استقالة وزيرين في الحكومة العراقية.